# Ігри горян

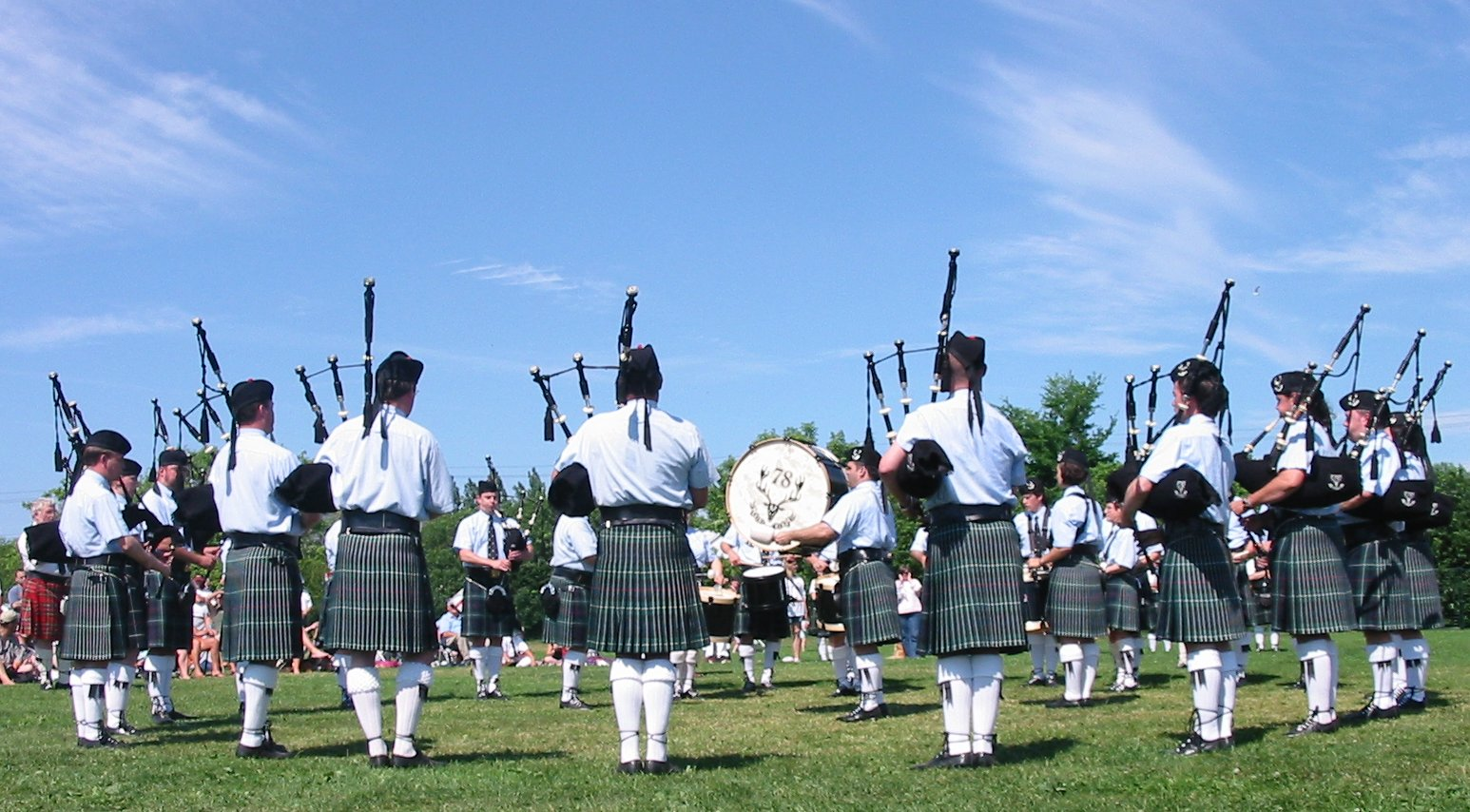
Оркестр волинкарів

Ігри горян (англ. Highland games, шотл. Hieland gemmes) — культурна подія, що проводиться протягом року в Шотландії, Канаді, США та інших країнах, як спосіб святкування шотландської культури, а особливо тієї, яка відноситься до Гайленду (округ Шотландії). В іграх беруть участь оркестри волинкарів, танцюристи гайленду, учасники спортивних заходів, а також проводяться різноманітні виставки, пов'язані з іншими аспектами шотландської та гельської культур.
Поряд з іншими подіями ігри горян надихнули барона П'єра де Кубертена на створення сучасних Олімпійських ігор: де Кубертен був серед глядачів на показових виступах горян, які пройшли в рамках Всесвітньої виставки в Парижі (1889).

## Історія
Протягом багатьох століть шотландці мірялися своєю силою один з одним на так званих зборах горян (англ. Highland Gatherings). Під час цих зборів вожді шотландських кланів набирали собі в охоронці найміцніших і витривалих горян. Під час випробувань, які проводилися в той час, учасники повинні були продемонструвати не тільки свою силу, спритність і швидкість, але і показати своє вміння у поводженні з різними видами холодної, а пізніше і вогнепальної зброї. Офіційний статус зборам горян надав король Шотландії Малкольм III, що зійшов на престол в 1057 році. Малкольм проводив змагання серед ймовірних претендентів на посаду королівського гінця. Учасникам потрібно було подолати безліч ландшафтних перешкод і першим піднятися на вершину гори. Надалі подібні збори проводилися досить часто як соціальні події, в основному для розв'язання спірних питань між членами кланів. Молоді чоловіки змагалися один з одним в силі, спритності та швидкості, щоб виявити кращого воїна.
Протягом англійської завоювання, а особливо після другого якобітського повстання 1745 року, що завершилося поразкою шотландців, всім шотландцям заборонили носити або навчатися володінню холодною зброєю. Робилося це з метою припинення можливих повстань і воєн. Попри сувору заборону, шотландці продовжували навчатися військовому ремеслу, просто замінивши знаряддя війни знаряддям для ігор. Сучасні ігри значною мірою є вікторіанським винаходом і пов'язані як з романтизації Шотландії, так і з вивченням старих документів, що описують змагання.

## Види змагань

### Важка атлетика

#### Штовхання каменю
Штовхання каменю — одна з головних подій у важкоатлетичній частині ігор горян. У змаганні використовують або сталеву кулю, або звичайний булижник. Вага снаряду може коливатися від 16 до більш ніж 100 фунтів. Для чоловіків і жінок передбачені різні за вагою снаряди (як правило, жінки використовують легші снаряди). Для снаряда відсутній єдиний стандарт за формою та вагою. Можливо, також, деяка розбіжність в правилах даного виду змагань. У довіднику ігор горян існує два варіанти змагань з використанням каменю:
- Камінь мужності (англ. Manhood Stone, шотл. Clach Cuid Fir);
- Камінь сили (англ. Stone of Strength, шотл. Clach Neart).

У разі «Каменя мужності» використовується дуже великий камінь або спеціальний снаряд вагою більш ніж 100 фунтів. Учаснику змагання потрібно зняти снаряд з певної висоти або помістити його в стіну (спеціально підготовлена площадка).
У випадку «Каменя сили» використовуються камені або снаряди змінної ваги, але в межах від 8 до 30 фунтів. Учаснику необхідно кинути снаряд якнайдалі. Штовхання каменю в наші дні є олімпійською дисципліною легкої атлетики під назвою «Штовхання ядра».

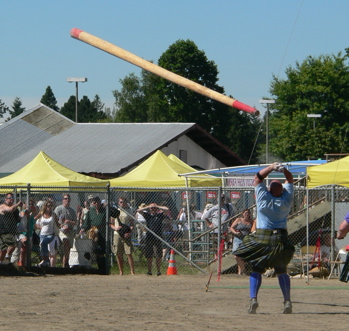
Метання колоди

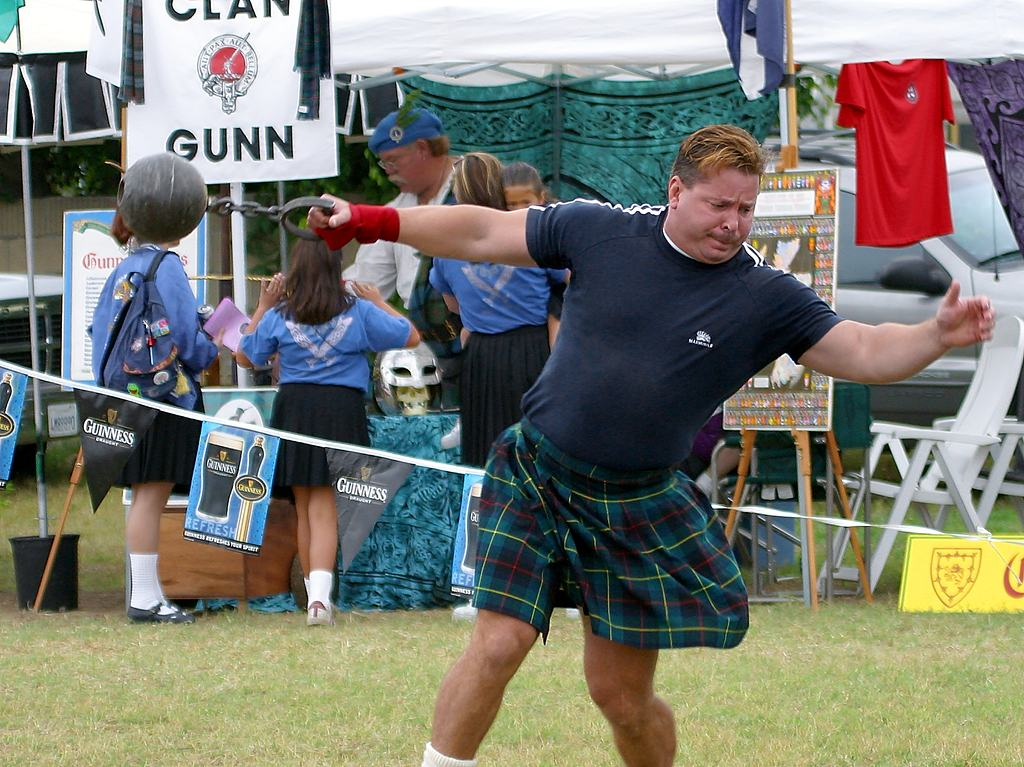
Метання важких предметів

#### Метання колоди
Метання колоди — традиційне шотландське змагання в іграх горян. Як снаряд використовують гладку, очищену від сучків і кори, колоду. Як і у разі штовхання каменю, для снаряда, в цьому виді змагань, немає єдиного стандарту ваги й форми. Орієнтовна довжина снаряду може дорівнювати 6 метрам і важити близько 50—100 кг.
Учасник підіймає колоду двома руками, складеними у вигляді чаші, за вузьку частину і тримає його вертикально, використовуючи своє плече як опору. Після цього, учаснику необхідно трохи розбігтися і виштовхнути колоду таким чином, щоб воно перевернулося в повітрі на 180° і впало на землю. Кращим результатом є падіння колоди після перевороту рівно на 12 годин.

#### Метання молота
Цей вид змагання — метання молота — є прабатьком сучасної легкоатлетичної дисципліни. Змагання полягає в метанні спортивного снаряда — молота — на дальність. На відміну від сучасного атлетичного снаряда — сталевої кулі на тросі з ручкою, в іграх горян використовується сталевий або свинцева куля, закріплений на тонкій довгій дерев'яній ручці. Снаряд для чоловіків важить 16 футів і має довжину 3 фути 11¾ дюймів. Снаряд для жінок важить 8.82 фунта і має довжину 3 фути 11 дюймів. Учаснику змагань для виконання правильного кидка необхідно закрутити снаряд вище своїй голови і після приблизно трьох або чотирьох обертальних рухів викинути молот. Важливими чинниками в кидка виступають початкова швидкість снаряда і кут кидка.

#### Підкидання мішка
Підкидання мішка з сіном в іграх горян з'явилося під впливом безлічі сільськогосподарських ярмарків, що проводяться по всій Шотландії. Учаснику необхідно підчепити вилами мішок, туго заповнений соломою або мотузками, і перекинути його через перекладину. Стандартна вага мішка становить 16 фунтів. Кожному учаснику дається три спроби. Якщо всі учасники змагання успішно перекинули мішок, перекладину підіймають вище і повторюють кидки. Даний вид змагання також популярний в Ірландії, Франції, Австралії та в Басконії (північ Іспанії).

#### Перетягування канату

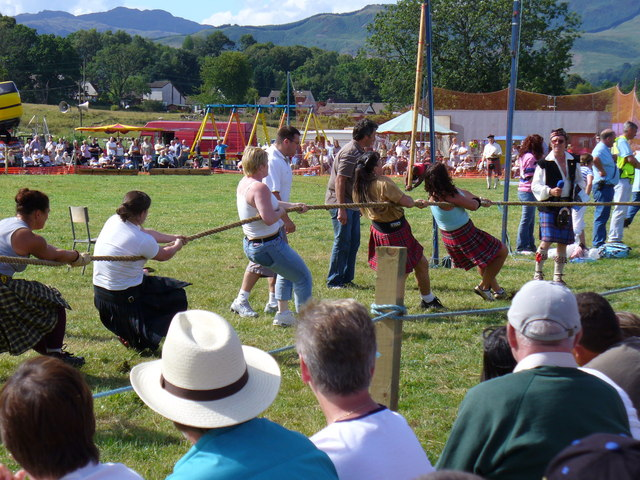
Перетягування канату

Перетягування канату являє собою силове змагання між двома командами. Кожна команда складається з восьми й більше учасників, які тримаються за кінці каната. Правила утримання каната можуть бути менш або більш строгими, в залежності від виду та мети змагання. Кожній команді необхідно перетягти канат або його зазначену частину на свою сторону. В цьому випадку іншій команді зараховується поразка. Іноді нейтральну частину може переходити рів з водою або брудом.

### Музика
Незабутньою подією в іграх горян є змагання волинкарів і полкових оркестрів. Музична хода за участі безлічі волинкарів, що грають такі популярні мелодії як «Scotland The Brave», «A Man's a Man for a 'That», «The Flower of Scotland», відкриває і закриває подію.

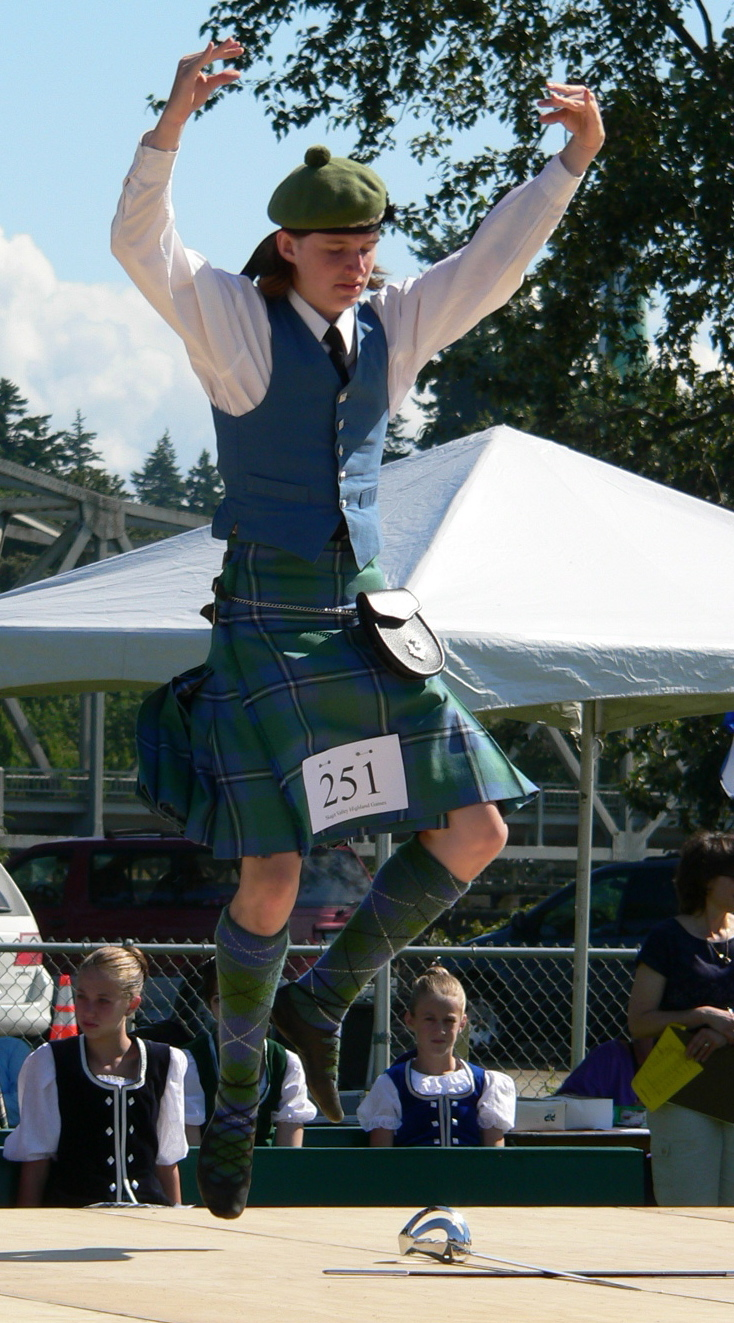
Танець гайленд (вид танцю)

### Танці
Гайленд — один з видів традиційного шотландського танцю. Танець будується в основному на стрибках на високих напівпальцях і роботі ніг; корпус завжди прямий; руки малозадіяні й в основному знаходяться в одній позицій.